# Осте (река)
Осте (нем. Oste) — река в Германии, протекает по земле Нижняя Саксония, начинаясь у границы Люнебургской пустоши. Левый приток реки Эльба. Площадь бассейна реки составляет 1711 км². Длина реки — 153 км. Высота истока 54,5 м. Низовья реки (ниже Бремерфёрде) бывают подвержены приливному бору.
Судоходство по Осте прослеживается по источникам с 1250 года, достигнув пика к началу XX века. В период с 1808 по 1882 год в нижней части реки построили 239 волнорезов, обеспечивающих стабильное прохождение судов в условиях влияния приливов. Сегодня Осте остаётся федеральным водным путём, но интенсивность движения по реке совсем небольшая; последние грузовые перевозки были совершены в 1990-х годах.
По части реки Осте проходит туристический Немецкий паромный путь между Бремерфёрде и Килем, посвящённый истории паромов и переправ. Ярким пунктом на этом пути является летающий паром Остен — Хеммор, ставший в 2009 году историческим памятником инженерно-архитектурного искусства Германии.
Исторически Осте славилась осетром и лососем. Однако с середины XX века в связи с растущим загрязнением фиксировались лишь единичные наблюдения благородной рыбы в акватории реки. В 2010-х годах река отнесена к классу «относительно чистых». Осуществляются успешные попытки искусственного зарыбления — именно в Осте впервые в современной Германии достигнута самообновляющаяся популяция лосося.